# 木部ショータ
木部 ショータ（きべ しょーた、1981年2月8日 - ）は日本の男性声優・司会者・ナレーター・ボイストレーナー。Gifut所属。静岡県伊東市出身。旧芸名：木部 祥太（きべ しょうた）。

## 経歴
- 昔からラジオが好きで、当初は、ラジオの仕事がしたいと思っていた[3]。高校時代はサッカー部で、実家から5分のところに海があり、子供の頃から夏は毎日海で遊んでおり、体力だけは自信あるというタイプだった[3]。高校時代は生徒会長で、小中学生の時も学級委員長を務めたり、放送委員会でも積極的に活動していたため、人前で話したり何かを表現することに、楽しさ、魅力を感じていたんだと語る[3]。
- 高校卒業後の進路を決める時期に、ラジオの仕事を学びたく、「声優の学校に行けば声に関することが勉強できるだろう」と考えて、日本工学院専門学校の体験入学に参加[3]。体験入学で、声優の神谷明の話を会場の一番前のど真ん中に座ってかじりついて聞きながら、「すごいオーラだな」と感銘を受ける[3]。「僕もこうなりたいと思いましたね。もう直感的にここだ！」という感じて、日本工学院専門学校演劇俳優科（現クリエイターズカレッジ声優・俳優科）に入学[3]。
- 1年目は舞台での動き、モダンダンスなどひと通りしており、ラジオの仕事がしたく声優コースを志望していたが、「なんで舞台や俳優の勉強をしないといけないんだよ」と思っていた[3]。その時、演じることの楽しさに目覚め、表現者として、特に声優としてやっていきたいと思うようになった[3]。
- 日本工学院専門学校在籍時に出演した文化放送のラジオ番組『明・めぐみのドリーム・ドリーム・パーティ』において、ドリームチャレンジャー2期生（番組初のインターネット担当）として出演。同期メンバーには新谷良子、清水愛、坂本美里等が居る。
- 2002年より、玩具メーカータカラトミーにて発売中のトレーディングカードゲーム『デュエル・マスターズ』の公式イベントにおけるメインMCとして出演。その時、だんだん声優へのこだわりがなくなり、色々なものに挑戦したいという思いのほうが強くなっていった[3]。
- 声優事務所 T.S.P（代表取締役 山崎たくみ）に所属していた。
- 2005年4月より、Jリーグ・川崎フロンターレの応援番組『ファイト!川崎フロンターレ』のナレーションを担当。現在はナレーションだけでなく、映像出演する回もある。
- 2005年5月、声優ユニット「V.S UNION」（リーダー 泰勇気）の1stメンバーとして活動。同ユニットの1stシングル「灼鋼のプライド」にも参加。
- 2007年11月より、ケッケコーポレーションに所属。
- 2011年7月31日をもって、ケッケコーポレーションを退所。退所と同時に芸名を木部ショータに改名。その後フリーで活動し、現在Gifutに所属している。
- 2018年9月15日、親族のみで結婚式・披露宴をした事を発表[4][5]。同年11月13日には結婚パーティーが行われ、お相手は元ドリパーD.F.A14期生の森陽子[6]。
- 2025年より、林毅史に代わって川崎フロンターレのホームスタジアムDJを務めることが発表された[7]。

## 人物
以下は、2003年 - 2005年にかけて放送されたインターネットラジオ『坂本美里の遊beMAX!!』（メインパーソナリティ：坂本美里）、『久実子・祥太の「のうのなか。」』（メインパーソナリティ：木部祥太、塚本久実子）においての本人談。
- 実家が眼鏡店である。
- 声優を目指す前は、ラジオDJを目指していた。
- 自分から告白して、付き合えたことがない。
- 普段のトークは非常にテンションが高いが、極度の照れ屋。
- 高校在籍時、生徒会長だった。
- お酒が弱く、飲むと寝てしまう。
- イベント出演時、全国を飛び回る際の飛行機が苦手。
- 本人はSのつもりだが、周りからは絶対にMといわれている。

また、この上記二つの番組内において、インターネットラジオでは珍しい自主規制音（ピー音）が使われた事がある。以上の様に自分の事を隠さないおおっぴらな性格から繰り出されるトークが受け、同番組が放送されていたインターネットラジオサイト「JAM STATION」内の番組ランキング1位を獲得したこともある。

## 主な出演作品

### テレビアニメ
- チーズスイートホーム あたらしいおうち（引越し屋さん1、新人店員さん、しらないのD、牛、猫2）

### ゲーム
- アルトネリコ 世界の終わりで詩い続ける少女（絢胤箕嵩、フラウト・ロス・ロリア）
- アルトネリコ2 世界に響く少女たちの創造詩（アヤタネ）
- グラナド・エスパダ（マスケッティア・男）
- クロスエッジ【（絢胤箕嵩）
- THE裁判〜新米司法官 桃田司の10の裁判ファイル〜（皆川正剛/間達也など）
- 必殺裏家業
- ザ・ウィンド・フロム・リックスコール（本間誠）
- デザート・キングダム（グッチィ）
- デザート・キングダム ポータブル（グッチィ[8]）

### 吹き替え
- スイート16 キャンドルに願いを

### ナレーション
- テニスの王子様 オン・ザ・レイディオ 各キャラソングCD（ティー ワイ エンタテインメント）
- ファイト!川崎フロンターレ（テレビ神奈川）
- 川崎フロンターレ街頭ビジョン用応援CM（川崎市）
- JOMOでtoto!（JOMO）
- ジャパンアスレチックアカデミー ベースボールクラス（JAA）
- 祝!（ハピ☆ラキ）ビックリマン 主題歌CD テレビ・ラジオCM（コロムビアミュージックエンタテインメント） 等

### 実写
- ダウンタウン・セブン（TBS）
- おはスタ（テレビ東京）
- デュエル・マスターズ バトルアリーナ（キッズステーション）
- デュエル・マスターズ バトルアリーナ ハイパー（キッズステーション）
- ハイパーGTステーション（キッズステーション）
- 熱血！ホビースタジアム（キッズステーション）
- ファイト！川崎フロンターレ（TVK）
- デュエル・マスターズ GATE（キッズステーション）

### ラジオ
- 明・めぐみのドリーム・ドリーム・パーティ（文化放送）
- ラジオレボリューション〜つくってドン!〜（BSQR）
- 坂本美里の遊beマックス（JAM STATION）
- 久実子・祥太の「のうのなか。」（JAM STATION）

### イベント・MC
- Xbox LIVE 全国イベント（マイクロソフト）
- デュエル・マスターズ（タカラトミー）

### CD
- アルトネリコ sideオリカ（絢胤箕嵩）
- エミル・クロニクル・オンライン は〜とふるMAP Vol.1・2（ルック）
- 彼氏以外2
- 灼鋼のプライド
- セイント・バトラーズ 菫の大公と黒の家令（黒いマントの男）

### その他
- 声優アニソンユニット V.S UNION（1stメンバーとして活動）
- パチンコ 北斗の拳（サミー）
- 集まれヒーロー みんなで地球をまもろう!（環境戦士アースマン（声の出演））（愛・地球博/愛知万博2005）
- 月刊コロコロコミック（小学館）
- 別冊コロコロコミック（小学館）
- OB・OGインタビュー特集（日本工学院専門学校）

### 舞台
- 12月にさんきゅう!（さんきゅうまあと）
- そして、君に会いにいく（さんきゅうまあと）
- ケッケコーポレーション朗読劇『声』vol.2（ケッケコーポレーション）
- 今日もベンチ（さんきゅうまあと）